# 大安 (金)
大安（たいあん）は、金の衛紹王の治世で用いられた元号。1209年 - 1211年。
- 泰和9年正月27日（南宋嘉定2年正月28日）：即位により即日改元。
- 4年正月元日：「崇慶」と改元。

## 西暦・干支との対照表
| 大安 | 元年   | 2年    | 3年    |
| 西暦 | 1209年 | 1210年 | 1211年 |
| 干支 | 己巳   | 庚午   | 辛未   |